# Skänk mig dina tankar
Skänk mig dina tankar är ett studioalbum från 1976 av det svenska dansbandet Thorleifs. På albumlistorna placerade det sig som högst på 1:a plats i Sverige och 5:e plats i Norge.

## Låtlista
1. "Farväl"
2. "My Bonnie"
3. "Skänk mig dina tankar"
4. "Rätt tid, rätt plats"
5. "Silence Is Golden"
6. "Å hej å hå"
7. "Auld Lang Syne" ("Godnattvalsen")
8. "Ingenting" ("Lonely Love")
9. "Good Times Rock'n Roll"
10. "Mitt hjärta söker svar"
11. "Colonel Bogey"
12. "Du är så varm och go"
13. "Sitter i min kärra" ("Ya Ya")
14. "True Love"

## Listplaceringar
| Lista (1976) | Topplacering |
| ------------ | ------------ |
| Norge        | 14           |
| Sverige      | 1            |